# فرد ويست
فرد ويست (1 فبراير 1966 في الولايات المتحدة - ) (بالإنجليزية: Frederick West)‏ هو لاعب كرة سلة أمريكي في مركز هجوم قوي الجسم.

## وصلات خارجية
- فرد ويست على موقع كلية كرة السلة في سبورتس رفرنس.كوم (الإنجليزية)

1. ↑  College Basketball at Sports-Reference.com، QID:Q100311335